# Тазовская губа
Та́зовская губа — залив Обской губы Карского моря, между полуостровами Гыданским и Тазовским. Длина около 330 км, ширина у входа 45 км. Представляет собой затопленные продолжения долин рек Таз и Пур, которые в неё впадают. Берега низменные. Приливы полусуточные, до 0,7 м.
Тазовская губа пресноводна. Глубина незначительна — до 9 м; грунт иловатый, местами песчаный. Левый берег губы возвышенный, правый низменный, оба берега поросли ивняком, березовой сланкой, мхом и ягелями, местами на них виднеются невысокие глинистые или песчаные бугры и холмы. В губе находится много больших и малых песчано-глинистых низменных островов, покрытых отчасти мхом, травою и тальником. На некоторых из них имеются озерки. Острова эти служат приютом водяных птиц. Из островов более значительные: Ягодный и Эвнарман-сале; в губе много подводных отмелей и банок.